# Saranda Hashani
Saranda Hashani (* 20. Mai 1996 in Schlieren) ist eine albanisch-schweizerische Fussballspielerin.

## Karriere

### Verein
Hashani wurde in der Schweiz geboren und wuchs in Spreitenbach auf. Ihre Familie stammt aus Gjilan im Kosovo. In der Jugend spielte Hashani ab 2007 beim FC Spreitenbach. 2010 wechselte sie zum Nachwuchs vom Grasshopper Club Zürich. Sie wurde zwei Mal Meisterin bei den U18-Jährigen und gehörte 2013/14 zum A-Kader des GCZ.
Hashani spielte ab 2014 beim FC Zürich Frauen. Nach einer Saison wechselte sie 2015 zum FC Luzern Frauen. Danach wechselte sie 2017 zum BV Cloppenburg in die 2. Bundesliga, wo sie in acht Spielen zwei Tore erzielte. 2017 verletzte sie sich aber. 2019 schloss sie sich dem FSV Gütersloh 2009 an.
Nach einer Saison kehrte sie zurück in die Schweiz zum FC Schlieren in der Nationalliga B, von dort nach einem Jahr zum FC Kloten, nach einer Saison zum FC Winterthur und nach zwei Saisons 2024 wieder zum FC Schlieren.

### Nationalmannschaft
Zwischen 2016 und 2019 spielte Hashani für die albanische Frauen-Nationalmannschaft. Sie absolvierte acht Länderspiele. Im ersten Spiel gegen Griechenland erzielte sie ihr erstes und einziges Tor für Albanien.